# 155e division de fusiliers motorisés
Pour les articles homonymes, voir 155e division.
La 155e division de fusiliers motorisés (russe : 155-я мотострелковая дивизия) est une ancienne unité militaire soviétique, stationnée en République socialiste soviétique kazakhe. Formée en 1970 à Semipalatinsk, elle devient une base de stockage d'armes et d'équipements en 1989.

## Histoire
En avril 1970, la 155e division de fusiliers motorisés est mise sur pied à Semipalatinsk, subordonnée au 1er corps d'armée. Elle est créée à partir du 374e régiment de fusiliers motorisés de la Garde de la 78e division de chars venue de la frontière iranienne,. Le 515e régiment de la division participe le 13 août 1969 à un combat frontalier contre des militaires de l'armée populaire de libération chinoise à Terekti.
Le 24 septembre 1981, la 155e division intègre la 32e armée, créée à partir du 1er corps d'armée puis retransformée en 1er corps le 1er mars 1988. En 1984, des éléments de la division sont utilisés pour activer la 71e division de fusiliers motorisés. La division rejoint Oust-Kamenogorsk la même année. Pendant la guerre froide, la division a été maintenue à 64 % de ses effectifs. Le 1er juillet 1989, elle devient la 5203e base de stockage d'armes et d'équipements,. La base est devenue partie intégrante de la 40e armée combinée le 4 juin 1991. En mars ou juin 1992, elle est reprise par le Kazakhstan.